# قائمة أنظمة جسم الإنسان

الفيزيولوجيا هي علم وظائف الكائنات الحية، أي شرح العوامل الفيزيائية والكيميائية المسؤولة عن أصل الحياة وتطورها وتقدمها. ويتصف كل نوع من أنواع الأحياء - ابتداءً من الفيروسات حتى أكبر الأشجار أو الإنسان المعقد نفسه - بخواص وظيفية خاصة به. ولهذا يقسم حقل الفيزيوجيا إلى الفيزيولوجيا الفيروسية viral physiology، والفيزيولوجيا الجرثومية bacterial physiology، والفيزيولوجيا الخلوية cellular physiology، والفيزيولوجيا النباتية plant physiology، والفيزيولوجيا البشرية human physiology، وإلى عدة فروع ثانوية أخرى.

## الفيزيولوجيا البشرية
تعنى الفيزيولوجيا البشرية بالمميزات والآليات الخاصة التي تجعل من جسم الإنسان كائناً حياً. وتبقى حقيقة بقاء الإنسان حياً خارج نطاق سيطرة الإنسان نفسه؛ لأن الجوع هو الذي يحفز الإنسان على تناول الطعام، والخوف هو الذي يدفع الإنسان للبحث عن ملجأ يحتمي به، والإحساس بالبرد هو الذي يحمل الإنسان على تدفئة جسمه. كما أن هناك دوافع حيوية هامة تدفع الإنسان للبحث عن الرفقة والتكاثر. ولذلك فالإنسان ليس إلا مجرد آلة أتوماتيكية، وأن كل حقائق الإحساس والشعور والمعرفة بأن الإنسان مخلوق حي ما هي إلا مجرد مظاهر لهذه الحياة الأتوماتيكية. ولكن هذه الخواص كلها هي آليات تمكن الإنسان من البقاء حياً تحت الظروف المتباينة العديدة، ومن دونها تكون الحياة مستحيلة.

## الخلايا كوحدات حية للجسم
الوحدة الحية الأساسية للجسم الحي هي الخلية، وتتكون كل خلية منعضو[ ؟ ] من أعضاء الجسم من تجمعات عديدة من مختلف أنواع الخلايا المتماسكة مع بعضها البعض بواسطة البنيات السائدة بين الخلايا. ويتكيف كل نوع من أنواع الخلايا للقيام بوظيفة معينة خاصة به؛ فمثلاً تقوم خلايا الدم الحمراء - التي يبلغ عددها في الجسم حوالي 25 تريليون[ ؟ ] خلية - بنقل الأكسجين من الرئتين إلى الأنسجة. وبالرغم من أن هذه الخلايا هي الأوفر عدداً من بين خلايا الجسم الأخرى؛ فقد يحتمل وجود 75 تريليون خلية أخرى فيه، وبهذا يبلغ عددها الإجمالي في الجسم كله حوالي 100 تريليون خلية. وبالرغم من أن خلايا الجسم المتعددة تختلف كثيراً عن بعضها البعض، إلا أن لجميعها صفات أساسية متشابهة؛ فمثلاً الأكسجين يتحد في كل خلايا الجسم مع السكريات والدهون والبروتين لإطلاق الطاقة الضرورية لوظائفها، وبالإضافة لذلك تتشابه عمليات تحويل المواد الغذائية إلى طاقة في كل الخلايا وتنقل جميع هذه الخلايا نتاجاتها النهائية التي تتولد عن عملياتها الكيميائية إلى السوائل المحيطة بها.
وتتمكن جميع الخلايا تقريباً من التكاثر، وعندما يُتلف أي نوع منها - لسبب أو آخر - تتمكن الخلايا المتبقية من نوعها من إعادة توليد خلايا جديدة لتقوم بتعويض الأعداد التالفة منها.

## السائل خارج الخلايا - المحيط الداخلي
يكون السائل حوالي 56 % من جسم الإنسان البالغ. وبالرغم من أن معظم هذا السائل يوجد داخل الخلايا ويسمى (السائل داخل الخلايا - intracellular fluid)، فإن حوالي ثلث هذا السائل يوجد خارج الخلايا ويسمى السائل خارج الخلايا (السائل البراني). ويدور هذا السائل الأخير بحركة مستمرة خلال الجسم، وينتقل بسرعة عن طريق دوران الدم ثم يمتزج بين الدم والسوائل النسيجية بخاصية الانتشار diffusion خلال جدران الشعيرات الدموية.
ويحتوي السائل خارج الخلايا على الأيونات والمواد الغذائية التي تحتاجها الخلايا لإدامة حياتها. وبهذا تعيش كل الخلايا بصورة أساسية في نفس المحيط وهو المحيط السائل خارج الخلايا، ولهذا سمي هذا السائل (المحيط الداخلي - internal environment ) للجسم. وقد استعمل هذا الاصطلاح قبل مئة عام من قبل عالم الفيزيولوجيا الشهير كلود برنارد.
وتتمكن الخلايا من المعيشة والنمو[ ؟ ] والقيام بوظائفها الخاصة ما دام هناك تركيز مناسب من الأكسجين والجلوكوز والأيونات المختلفة والأحماض الأمينية والمواد الدهنية الكافية في هذا المحيط.

### الاختلافات بين السائلين داخل وخارج الخلايا
يحتوي السائل خارج الخلايا على كميات كبيرة من أيونات الصوديوم والكلوريد والبيكربونات بالإضافة إلى المواد الغذائيةالضرورية للخلايا كالأكسجين والجلوكوز والأحماض الأمينية والأحماض الدهنية . كما أنه يحتوي على غاز ثاني أكسيد الكربون الذي ينقل من الخلايا إلى الرئتين لطرحه خارج الجسم، وعلى نواتج خلوية أخرى تنقل إلى الكليتين لطرحها للخارج.
ويختلف السائل داخل الخلايا اختلافاً كبيراً عن السائل خارج الخلايا، وخصوصاً لاحتوائه على كميات كبيرة من أيونات البوتاسيوم والماغنسيوم والفوسفات بدلاً من أيونات الصوديوم والكلوريد التي توجد في السائل خارج الخلايا. وهناك آليات خاصة تعمل في نقل الأيونات خلال جدران الخلايا للمحافظة على هذه الاختلافات .

الانتشار من وجهة نظر مجهرية وعيانية. بشكل أولي هناك جزيئات من المذاب على الجانب الأيسر من الحاجز (الخط البنفسجي) ولل يوجد جزيئات مذاب على الجانب الأيمن. تم إزالة الحاجز وانتشر المذاب ليملأ الوعاء كاملا. بالأعلى: جزيء منفرد يتحرك بشكل عشوائي. بالوسط: مع ازدياد عدد الجزيئات هناك نزعة واضحة حيث يملأ المذاب الوعاء أكثر فأكثر بشكل منتظم. بالأسفل: مع العدد الضخم من جزيئات المذاب، تختفي كل أشكال العشوائية في الانتشار: حيث يظهر أن المذاب يتحرك بشكل سلس وعلى نحو نظامي من مناطق التركيز المرتفع إلى مناطق التركيز المنخفض تبعا لقانون فيك.

## آليات الاستتباب في الأنظمة الوظيفية الرئيسية
يستعمل علماء الفيزيولوجيا اصطلاح الاستتباب استتباب بمعنى المحافظة على الظروف الثابتة أو الساكنة في المحيط الداخلي للجسم. وتقوم كل أعضاء الجسم وأنسجته بصورة أساسية بوظائف تساعد في المحافظة على هذه الظروف الثابتة؛ فمثلاً تزود الرئتان الأكسجين باستمرار للسائل خارج الخلايا ليعوض عما تستعمله الخلايا منه، كما تقوم الكليتان بالمحافظة على تركيزات أيونية ثابتة، ويوفر الجهاز الهضمي المواد الغذائية الضرورية للجسم .

## جهاز نقل السائل خارج الخلايا - جهاز الدوران
ينقل السائل خارج الخلايا خلال كل أقسام الجسم بمرحلتين مختلفتين؛ تشمل المرحلة الأولى دوران الدم خلال جهاز الدوران، وتشمل المرحلة الثانية حركة السائل بين الأوعية الشعرية الدموية وبين الخلايا. فكل الدم الموجود في الدوران العام للدم يجتاز هذا الجهاز كله بمعدل مرة واحدة في الدقيقة عند الراحة وحوالي ست مرات في الدقيقة عندما يكون المرء شديد النشاط .
وعند مرور الدم خلال الأوعية الدموية الشعرية يحدث تبادل مستمر للسائل خارج الخلايا بين الجزء البلازمي من الدم والسائل الخلالي interstitial fluid الذي يملأ الأحياز الخلالية intercellular spaces المنتشرة بين الخلايا. فالأوعية الدموية سميمة ( أي ذات مسامات ) بحيث تنتشر خلالها كميات كبيرة من السائل والمواد المذابة فيه خروجاً ودخولاً بين الدم والأحياز النسيجية. وتسبب عملية الانتشار هذه الطاقة الحركية لجزيئات البلازما[ ؟ ] والسائل الخلالي. وهذا يعني أن السائل والجزيئات المذابة فيه تبقى متحركة ومتراقصة باستمرار بكل الاتجاهات سواء ضمن السائل نفسه أو عبر المسامات وخلال الأنسجة نفسها. ومن الملاحظ أنه لا توجد أية خلية على بعد يزيد على 50 ميكروناً من وعاء شعري دموي مما يضمن انتشار كل المواد تقريباً من الوعاء الدموي الشعري إلى الخلية خلال بضع ثوان فقط . وبهذا يتم اختلاط السائل خارج الخلايا في أي موقع في الجسم سواء كان في البلازما[ ؟ ] أو في الأحياز الخلالية باستمرار مما يحافظ على تجانسه التام والمستمر تقريباً.

## مصدر الغذيات في السائل خارج الخلايا

### الجهاز التنفسي
في كل مرة يدور فيها الدم خلال الجسم يمر فيها أيضاً خلال الرئتين ويلتقط من حويصلاتهما الأكسجين الذي تحتاجه أنسجة[ ؟ ] الجسم. ويبلغ سمك الغشاء الذي يفصل بين الحويصلة وتجويف الوعاء الدموي الشعري في الرئة 0.4 - 0.2 ميكرون وينتشر الأكسجين من خلاله إلى الدم بنفس الطريقة التي ينتشر فيها الماء والأيونات خلال الأوعية الدموية الشعرية في أنسجة[ ؟ ] الجسم.

### السبيل المعدي المعوي
يمر قسم كبير من الدم الذي يضخه القلب خلال جدران أعضاء الجهاز المعدي المعوي. ومن هنا فإن مختلف المواد الغذائية المذابة التي تشمل السكريات والأحماض الأمينية والأحماض الدهنية وغيرها تُمتص إلى السائل خارج الخلايا.

### الكبدوالأعضاء الأخرى التي تقوم بوظائفاستقلابيةأساسية
لا تتمكن خلايا الجسم من استعمال كل المواد التي تمتص من السبيل المعدي المعوي بشكلها الممتص؛ ويقوم الكبد بتغيير التركيب الكيميائي لمعظم هذه المواد وتحويلها إلى أشكال تتمكن الخلايا من استعمالها. كما تساعد أنسجة[ ؟ ] الجسم الأخرى كالخلايا الدهنية والغشاء المخاطي للسبيل المعدي المعوي والكليتين والغدد الصماء في تحوير المواد الممتصة أو في خزنها إلى أن تتولد الحاجة لها بعد ذلك.

### الجهاز العضلي الهيكلي
لا يتمكن الجسم من دون الجهاز العضلي الهيكلي من التحرك للموقع المناسب وفي الوقت المناسب للحصول على الغذاء الضروري لوظائفه الحيوية. كما يوفر هذا الجهاز الحركة[ ؟ ] للوقاية[ ؟ ] من عوامل المحيط الخارجي الضارة؛ ومن دون ذلك كله يتعرض الجسم وكل وظائفه الاستتبابية للتلف والخراب السريع.

## إزالة النتاجات الأيضية النهائية

### 1. إزالةالرئتينلثاني أكسيد الكربون
في نفس الوقت الذي يلتقط فيه الدم الأكسجين من الرئتين يتحرر منه ثاني أكسيد الكربون إلى الحويصلات الهوائية، كما تدفع الحركات التنفسية الهواء إلى داخل الحويصلات الهوائية أو إلى خارجها للجو المحيط الخارجي. ويكون ثاني أكسيد الكربون  أكبر نسبة من النتاجات النهائية للعمليات الأيضية في الجسم.

### 2. الكليتان
عند مرور الدم خلال الكليتين تزال من البلازما[ ؟ ] معظم المواد التي لا تحتاجها خلايا الجسم. وتشتمل هذه المواد بصورة خاصة على النتاجات النهائية للعمليات الأيضية في خلايا الجسم والكميات الفائضة من الأيونات والماء التي تتجمع في السائل خارج خلايا الجسم.
وتقوم الكليتان بوظائفهما أولاً بترشيح كميات كبيرة من البلازما[ ؟ ] خلال الكبيبات إلى النبيبات الكلوية، ثم إعادة امتصاص[ ؟ ] المواد التي يحتاجها الجسم كالجلوكوز والأحماض الأمينية وكميات مناسبة من الماء والعديد من الأيونات إلى الدم. ولكن معظم المواد التي لا يحتاجها الجسم - كالنتاجات الأيضية النهائية مثل اليوريا - لا يعاد امتصاصها بل تمر خلال الأنيبيبات الكلوية إلى البول ثم إلى خارج الجسم.

## تنظيم وظائف الجسم

### 1. الجهاز العصبي
يتكون الجهاز العصبي من ثلاثة أقسام رئيسية وهي: القسم الحسي، والجهاز العصبي المركزي ( أو القسم التكاملي integrative portion )، والقسم الحركي . وتكشف المستقبلات الحسية حالة الجسم وأحوال ما يحيط به؛ فمثلاً يتعرف الشخص بواسطة المستقبلات الحسية المنتشرة على سطح الجلد على كل ما يلامس أية نقطة عليه، والعين[ ؟ ] هي عضو[ ؟ ] الإحساس الذي يوفر للشخص صورة بصرية لمحيطه الخارجي، وتقوم الأذن بوظيفة حس السمع .
ويتكون الجهاز العصبي المركزي من الدماغ brain، والنخاع الشوكي spinal cord . ويتمكن الدماغ من تخزين المعلومات وتوليد الأفكار وخلق الطموحات وتحديد ردود فعل الجسم  التي يقوم بها استجابة لإحساساته المختلفة، وتنقل الإشارات[ ؟ ] المناسبة خلال القسم الحركي من الجهاز العصبي إلى الأعضاء المنفذة لاستجابات الشخص ولرغباته .
ويسمى قسم كبير من الجهاز العصبي بالجهاز العصبي المستقل أو الجهاز العصبي اللاإرداي جهاز عصبي ذاتي؛ وهو يعمل بمستوى دون مستوى الوعي، ويتحكم في العديد من وظائف أعضاء الجسم الداخلية كتلك التي تشمل عمل القلب، وحركات السبيل المعدي المعوي، وإفرازات الغدد المختلفة سواء الغدد الصماء أو الغدد اللاصماء .

### 2. الجهاز الهرموني للتنظيم
توجد في الجسم ثماني غدد صماء رئيسية تفرز مواد كيميائية تسمى الهرمونات hormones. وتنتقل هذه المواد في السائل خارج الخلايا إلى كل أقسام الجسم لتساعد على تنظيم الوظائف الخلوية؛ فمثلاً يُزيد هرمون الغدة الدرقية من سرعة معظم التفاعلات الكيميائية في خلايا الجسم، وبهذه الطريقة يساعد هرمون الغدة الدرقية في تحديد سرعة أنشطة الجسم. وبنفس الأسلوب يتحكم الأنسولين في استقلاب الجلوكوز، كما تتحكم الهرمونات القشرية الكظرية adrenocortical hormones باستقلاب الأيونات والبروتينات. ويتحكم هرمون الغدد جارات الدرقية هرمون جار درقي  في استقلاب العظام. ويعني كل ما سبق أن الهرمونات هي جهاز تنظيمي متمم للجهاز العصبي. وبصورة عامة ينظم الجهاز العصبي بصورة رئيسية الأنشطة العضلية والإفرازية في الجسم، بينما ينظم الجهاز الهرموني بصورة رئيسية الوظائف الاستقلابية في الجسم.

### 3. التوالد
لا يعتبر التكاثر أحياناً وظيفة استتبابية، ولكنه قد يساعد في الحفاظ على حالات التوازن بتوليد أفراد جدد ليحلوا محل الأفراد المتوفين. وقد يكون هذا استعمالاً غير واقعي لمصطلح (الاستتباب)؛ ولكنه يوضح عند التحليل العام للوظائف بأن الجسم منظم بصورة عامة كي يعمل على تنظيم تلقائية الحياة وإدامتها.

## أجهزة التحكم في الجسم ووظائفها
يحتوي جسم الإنسان على الآلاف من أجهزة التحكم، وأكثر هذه الأجهزة تعقيداً هي أجهزة التحكم الجينية التي تعمل داخل الخلايا للتحكم بالوظائف الخلوية الداخلية والتحكم بكل العمليات الحياتية؛ ويعمل العديد من أجهزة التحكم الأخرى ضمن الأعضاء المختلفة للتحكم بوظائف أقسامها الخاصة بها. كما أن هناك أجهزة للتحكم تعمل في كل أنحاء الجسم لتنظيم العلاقات الخاصة بين الأعضاء المختلفة؛ فمثلاً يعمل الجهاز التنفسي بالترافق مع الجهاز العصبي في تنظيم تركيز غاز ثاني أكسيد الكربون في السائل خارج الخلايا، ويقوم الكبد والبنكرياس بتنظيم تركيز الجلوكوز في السائل خارج الخلايا، كما تنظم الكلى تركيز أيونات الهيدروجين ومستوى الحمضية أس هيدروجيني وأيونات الصوديوم والبوتاسيوم والفوسفات والأيونات الأخرى في السائل خارج الخلايا.

### بعض أمثلة أليات التحكم

#### تنظيمتركيزغازيالأكسجينوثاني أكسيد الكربونفيالسائلخارجالخلايا
لما كان الأكسجين أحد المواد الرئيسية التي تحتاجها العمليات الكيميائية في خلايا جسم الكائن الحي فلا بد من أن تكون للجسم آلية تحكم خاصة تحافظ على تركيز ثابت له تقريباً في السائل خارج الخلايا. وتعتمد هذه الآلية بصورة رئيسية على الخواص الكيميائية للهيموجلوبين الموجود في كافة خلايا الدم الحمراء؛ وعندما يمر الدم في الشعيرات الدموية في الأنسجة فإن الهيموجلوبين - وبسبب ألفته القوية للأكسجين - لا يطلق جزيئات الأكسجين في سائل الأنسجة إذا كانت الكمية الموجودة من الأكسجين فيه كبيرة. أما إذا كان تركيز الأكسجين قليلاً، فعندها يقوم الهيموجلوبين بإطلاق كمية كافية من الأكسجين لإعادة تركيز الأكسجين في الأنسجة إلى مستواه المناسب. وبهذا تكون عملية تنظيم تركيز الأكسجين في أنسجة الجسم هي عملية منوطة بصورة رئيسية بالخواص الكيميائية للهيموجلوبين نفسه. وتسمى هذه العملية وظيفة الدرء الأكسجيني للهيموجلوبين oxygen buffering function of hemoglobin.
ويتم تنظيم تركيز غاز ثاني أكسيد الكربون في السائل خارج الخلايا بطريقة مختلفة عن ذلك تماماً فثاني أكسيد الكربون هو أحد النتاجات النهائية لتفاعلات الأكسدة داخل الخلايا؛ فإذا استمر تراكم كل ثاني أكسيد الكربون الذي يتولد في الخلايا في السوائل النسيجية، يوقف عند ذاك الفعل الكتلوي mass action لثاني أكسيد الكربون كل التفاعلات المولدة للطاقة في الخلية. وتتحكم آلية عصبية خاصة في عملية زفير غاز ثاني أكسيد الكربون من الرئة فيحافظ الجسم بهذه الطريقة على تركيز مناسب لثاني أكسيد الكربون في السائل خارج الخلايا؛ أي أن تركيزاً عالياً لجزيئات غاز ثاني أكسيد الكربون ينبه المركز التنفسي في المخ مما يحفز الشخص على التنفس العميق والسريع، فيؤدي ذلك إلى زيادة زفير غاز ثاني أكسيد الكربون وإزالته من الدم ومن السائل خارج الخلوي لطرحه خارج الجسم عبر الرئتين، وتستمر هذه العملية حتى يعود تركيزه إلى المستوى السوي.

### تنظيم ضغط الدم الشرياني
يساهم العديد من الأنظمة المختلفة في تنظيم ضغط الدم؛ وأحدها هو جهاز مستقبلات الضغط baroceptor system، وهو جهاز[ ؟ ] بسيط ومثل هام لآلية التحكم[ ؟ ]. ففي جدران معظم الشرايين الكبيرة في القسم العلوي من الجسم - وخاصة في منطقة انشعاب الشريانين السباتيين وقوس الأبهر - توجد عدة مستقبلات عصبية تسمى مستقبلات الضغط baroceptors التي تتنبه عند تمديد جدار الشريان. فعندما يرتفع ضغط الدم الشرياني تتنبه مستقبلات الضغط هذه بشدة وتنقل الدفعات العصبية إلى البصلة (في النخاع المستطيل) في جذع الدماغ حيث تثبط المركز المحرك للأوعية الدموية vasomotor centre الذي يقلل بدوره من عدد النبضات التي تنقل خلال الجهاز العصبي اللاإرداي إلى القلب وإلى الأوعية الدموية. ويؤدي نقص هذه الدفعات إلى التقليل من فعاليات ضخ[ ؟ ] القلب وإلى تسهيل جريان الدم خلال الأوعية الدموية الطرفية.
ويؤدي هذان العاملان إلى خفض ضغط الدم وإعادته إلى حده السوي. وبالعكس من ذلك يرخي انخفاض الضغط الشرياني مستقبلات التمدد فيزيد ذلك نشاط المركز المحرك للأوعية لأكثر من مستواه العادي ويؤدي ذلك إلى ارتفاع ضغط الدم الشرياني إلى مستواه الطبيعي.

## المد السوي للمكونات المهمة للسائل خارج الخلايا
يدرج الجدول الآتي أهم مكونات السائل خارج الخلايا وخواصه الفيزيائية مع قيمها ومداها السوي للتحكم وحدودها القصوى التقريبية من دون أن تسبب الموت لفترة زمنية قصيرة.
| المادة             | القيمة السوية | المد السوي | الحدود التقريبية غير المميتة | الوحدات    |
| ------------------ | ------------- | ---------- | ---------------------------- | ---------- |
| الأكسجين           | 40            | 35 - 45    | 10 - 1000                    | ملم ز      |
| ثاني أكسيد الكربون | 40            | 35 - 45    | 5 - 80                       | ملم ز      |
| أيونات الصوديوم    | 142           | 138 - 146  | 115 - 175                    | مليمول / ل |
| أيونات البوتاسيوم  | 4.2           | 3.8 - 5.0  | 1.5 - 9.0                    | مليمول / ل |
| أيونات الكالسيوم   | 1.2           | 1.0 - 1.4  | 0.5 - 2.0                    | مليمول / ل |
| أيونات الكلوريد    | 108           | 103 - 112  | 70 - 130                     | مليمول / ل |
| أيونات البيكربونات | 28            | 24 - 32    | 8 - 45                       | مليمول / ل |
| الجلوكوز           | 85            | 75 - 95    | 20 - 1500                    | ملجم / دل  |
| درجة حرارة الجسم   | 37.0          | 37.0       | 18.3 - 43.3                  | درجة مئوية |
| الحمض - القاعدة    | 7.4           | 7.3 - 7.5  | 6.9 - 8.0                    | pH         |

ويلاحظ بصورة خاصة المدى السوي الضيق لكل من هذه المكونات. وقد تولد القيم خارج هذه الحدود بعض الأمراض أو تنشأ عنها .
والأهم من ذلك هي الحدود التي يسبب تجاوزها توليد حالات مرضية خطيرة تؤدي إلى الموت؛ فمثلاً غالباً ما تؤدي زيادة درجة حرارة الجسم بما يبلغ 10 إلى 12 درجة فهرنهيت (وهو ما يعادل 6 إلى 7 درجة مئوية ) فقط فوق المعدل الطبيعي إلى حلقة مفرغة من زيادة في الاستقلاب الخلوي الذي يؤدي إلى تخريب خلايا الجسم .
كما يلاحظ أيضاً المدى الضيق جداً للتوازن الحمضي القاعدي حيث أن المعدل السوي للأس الهيدروجيني هو 7.4، والقيمة المميتة لهذا المعدل هي زيادته أو نقصانه بمقدار لا يتجاوز 0.5 فقط تقريباً . والعامل الآخر المهم بصورة خاصة هو أيونات البوتاسيوم، فعندما يهبط تركيزها إلى أقل من ثلث التركيز الطبيعي يحتمل أن يصاب الشخص بالشلل بسبب عدم مقدرة الأعصاب على نقل الإشارات العصبية، وإذا ما زاد إلى ضعف مستوى التركيز السوي أو أكثر من ذلك يمكن أن تثبط عند ذاك عضلة القلب لدرجة وخيمة جداً . وكذلك إذا ما هبط تركيز أيونات الكالسيوم إلى أقل من حوالي نصف التركيز الطبيعي فمن الممكن أن يصاب الشخص بتقلصات تكززية - انقباضات متتالية مؤلمة - في كل عضلات جسم[ ؟ ]ه بسبب التولد التلقائي للدفعات العصبية في الأعصاب الطرفية، وعندما يهبط تركيز الجلوكوز إلى ما دون نصف مستواه الطبيعي فغالباً ما يصاب الشخص بالهياج العقلي الشديد وأحياناً بالاختلاج .
ولهذا فإن بحث هذه الأمثلة يؤكد أهمية هذه القيم وبالتالي أهمية الأعداد الكبيرة من أنظمة التحكم التي تحافظ على عمل الجسم بصحة تامة. وقد تتولد عند غياب أي من أنظمة التحكم هذه أمراض وخيمة أو قد يسبب الموت .

## خواص أجهزة التحكم
تمثل الأمثلة السابقة لآليات التحكم الاستتبابي القليل من مئات الآليات الأخرى الموجودة في الجسم والتي تشترك كلها في خواص مشتركة خاصة.

### طبيعة التلقيم الراجع السلبي لمعظم أجهزة التحكم
تعمل معظم أجهزة التحكم بالتلقيم الراجع السلبي - ارتجاع سلبي - ارتجاع سلبي الذي يمكن معرفته باستعراض بعض أجهزة التحكم الاستتبابي التي تم ذكرها آنفاً؛ فمثلاً في حالة تنظيم[ ؟ ] تركيز ثاني أكسيد الكربون تسبب زيادة نسبته في السائل خارج الخلايا زيادة في التهوية الرئوية، وتسبب هذه بدورها خفض تركيز غاز ثاني أكسيد الكربون.
وبكلمة أخرى فإن زيادة التركيز تسبب انخفاضه وهو تلقيم سلبي بالنسبة للمنبه الأولي .
وبالعكس من ذلك يولد الانخفاض الكبير في تركيز غاز ثاني أكسيد الكربون تلقيماً راجعاً يرفع التركيز. وهذه استجابة سلبية أيضاً بالنسبة للمنبه الأولي.
وفي آليات تنظيم[ ؟ ] ضغط الدم الشرياني يولد ارتفاع الضفط الشرياني سلسلة من الاستجابات التي تحفز تخفيض ضغط الدم. وبالعكس من ذلك يؤدي هبوط الضغط إلى توليد سلسلة من الاستجابات التي تحرض ارتفاع ضغط الدم، وتكون التأثيرات في كلتا الحالتين سلبية بالنسبة للمنبه الأولي .
ولذلك وبصورة عامة إذا ما أصبح أحد العوامل مفرطاً أو واطئاً، يحفز جهاز تحكم عند ذاك تلقيماً راجعاً سلبياً يتكون من سلسلة من التغييرات التي تعيد العامل إلى قيمة وسطية معينة، فيحافظ بذلك على الاستتباب .

### الكسب في جهاز التحكم
تتعين درجة الفاعلية التي يحافظ بها جهاز التحكم[ ؟ ] على حالات مستقرة بمدى كسب (gain) التلقيم الراجع السلبي فيه. وبفرض مثلاً أن كمية كبيرة من الدم نقلت إلى شخص تعطلت لديه مستقبلات الضغط baroceptors الخاصة بجهاز التجكم بالضغط، فارتفع ضغط دمه الشرياني من مستواه الطبيعي 100 ملم زئبق إلى 175 ملم زئبق. وبفرض أنه تم نقل نفس الكمية من الدم إلى شخص آخر لم يتعطل لديه هذا الجهاز فارتفع ضغط دمه الشرياني في هذه الحالة 25 ملم زئبق فقط . وهذا يعني أن جهاز تحكم التلقيم الراجع لدى هذا الشخص يقوم بتصحيح correction يساوي (-50 ملم زئبق) أي من 175 ملم زئبق إلى 125 ملم زئبق فقط . ومع ذلك تبقى لديه زيادة في الضغط تبلغ +25 ملم زئبق وهذا هو ما يسمى بالخطأ error الذي يعني أن جهاز التحكم لم يكن فعالاً 100 % في ذلك التغيير، ولذلك يحسب كسب الجهاز بالصيغة التالية:
الكسب = التصحيح ÷ الخطأ
ولهذا يكون التصحيح في المثل السابق ( -50 ملم زئبق ) والخطأ ( +25 ملم زئبق )، فيصبح كسب جهاز مستقبلات الضغط للتحكم بضغط الدم الشرياني لدى هذا الشخص ( -50 ملم زئبق ) مقسوماً على ( +25 ملم زئبق )، أي -2. ويعني هذا أن العامل الخارجي الذي حاول أن يزيد أو يقلل ضغط الدم الشرياني أدى إلى تغييره إلى ثلث المقدار الذي كان يمكن أن يحدث لو لم يكن هناك جهاز التحكم هذا .
كما أن في الجسم كسباً لبعض أجهزة التحكم الفيزيولوجية الأخرى أكبر بكثير من كسب جهاز مستقبلات ضغط الدم؛ فمثلاً يبلغ كسب الجهاز الذي يتحكم في درجة حرارة الجسم (-33 درجة تقريباً)، ولذلك من الممكن أن تكون درجة التحكم في حرارة الجسم هي أكثر فاعلية من درجة تحكم جهاز مستقبلات الضغط بضغط الدم الشرياني.

### التلقيم الراجع الموجب
يؤدي التحكم بطريقة التلقيم الراجع الموجب أحياناً إلى الحلقات المفرغة ومن ثم إلى الموت الحتمي. فكل أجهزة التحكم[ ؟ ] في الجسم تعمل بالتلقيم الراجع السالب بدلاً من التلقيم الراجع الموجب ارتجاع إيجابي؛ فالتلقيم الراجع الموجب لا يؤدي إلى استقرار وظائف الجسم بل بالعكس فإنه يولد عدم الاستقرار وغالباً ما يؤدي إلى الموت .
فعلى سبيل المثال لتوضيح اللحظة التي يمكن أن يحدث فيها الموت نتيجة التلقيم الراجع الموجب؛ وبدراسة فاعلية ضخ القلب للدم فإن القلب السوي يضخ حوالي خمسة لترات من الدم في الدقيقة الواحدة، ولكن إذا نزف الشخص بصورة مفاجئة لترين من الدم ينقص عندئذ حجم الدم في جسمه إلى مستوى منخفض لدرجة لن تتوفر عندها كمية كافية من الدم ليضخها القلب بكفاءة إلى أنسجة[ ؟ ] الجسم. ونتيجة لذلك يهبط ضغط الدم ويقل جريان الدم إلى عضلة القلب خلال الشرايين التاجية، ويؤدي ذلك إلى إضعاف القلب ويقلل من ضخه لحد كبير ويؤدي هذا بدوره إلى إضعاف أكبر للقلب، وتعيد الدورة نفسها مرات ومرات متتالية حتى الموت.
ويلاحظ من ذلك أن كل دورة من دورات التلقيم الراجع تؤدي إلى إضعاف إضافي للقلب؛ وبمعنى آخر إن المنبه الأولي يسبب منبهات إضافية من نفس النوع وهذا هو التلقيم الراجع الموجب .
ويعرف التلقيم الراجع الموجب بأنه حلقة مفرغة ولكن في الواقع من الممكن التغلب على درجة صغيرة من التلقيم الراجع الموجب بآلية التلقيم الراجع السالب للجسم[ ؟ ] فيوقف بذلك تطور تلك الحلقة المفرغة. فمثلاً لو نزف الشخص المذكور في المثال السابق لتراً واجداً من الدم فقط بدلاً من لترين لتمكنت آليات التلقيم الراجع للجسم من التحكم في النتاج القلبي وفي ضغط الدم الشرياني فيوازن بذلك التلقيم الراجع الموجب ويتغلب عليه ويشفي الشخص فيعود لحاله الطبيعي.
ولكن من الممكن أن يكون التلقيم الراجع الموجب مفيداً أحيانا؛ فقد يقوم الجسم في حالات نادرة باستعمال التلقيم الراجع الموجب لفائدته بالطريقة التالية:
يقدم تخثر الدم مثلاً جيداً للاستعمال القيم للتلقيم الراجع الموجب. فعند تمزق أحد الأوعية الدموية تبدأ الجلطة بالتكون وتنشط عدة إنزيمات تسمى عوامل التجلط clotting factors ضمن الجلطة نفسها. ويعمل البعض من هذه العوامل في تنشيط الإنزيمات الأخرى في الدم المجاور لها مباشرة ويحفزها على توليد جلطة إضافية حولها . وتستمر هذه العملية إلى أن تغلق الثقبة في جدار الوعاء الدموي المصاب ويتوقف النزيف. ولكن مع الأسف تنفلت أحياناً هذه العملية وتسبب توليد جلطات إضافية غير مرغوب فيها داخل الجسم. وفي الواقع هذا هو السبب في بدء معظم نوبات أمراض القلب الحادة التي تسببها الجلطات التي تبدأ من على لويحات التصلب العصيدي في الشريان التاجي والتي تنمو إلى أن يغلق الشريان تماماً.
وولادة الجنين حالة أخرى من الحالات التي يقوم بها التلقيم الموجب بدور مهم . فعندما تشتد تقلصات الرحم لدرجة كافية يندفع أثنائها رأس[ ؟ ] الجنين خلال عنق الرحم، ويرسل عنق الرحم المتوسع إشارات خلال عضلات الرحم عائدة إلى جسمه مولدة بذلك تقلصات أشد في الرحم . وعندما تصبح هذه التقلصات شديدة لدرجة كافية يولد الوليد . أما إذا لم تكن هذه التقلصات كافية فإنها عادة ما تتلاشى وتنتظر بضعة أيام لكي تعود ثانية.
وأخيراً فإحدى حالات التلقيم الموجب المهمة الأخرى هي توليد الإشارات العصبية حيث يولد تنبيه غشاء الليف العصبي تسرباً ضعيفاً لأيونات الصوديوم خلال قنواته في غشاء الليف العصبي إلى داخله . فتقوم الأيونات التي دخلت إلى الليف بتغيير جهد الغشاء الذي يسبب بدوره فتح قنوات إضافية أخرى . ويستمر ذلك من هذه البداية البسيطة إلى التسرب المفرط لأيونات الصوديوم فيولد جهد الفعل جهد الفعل. ويستثير هذا بدوره الليف العصبي لدرجة أشد وعلى طوله كله وتستمر العملية إلى أن تسري الإشارة العصبية على طول الليف حتى تبلغ نهايته.
ومع ذلك فإنه في كل من هذه الحالات التي يكون فيها التلقيم الموجب مفيداً فإنه هو نفسه يكون جزءاً من عملية تلقيم سلبي شامل. فمثلاً في حالة تجلط الدم تكون عملية التلقيم الموجب للتجلط نفسها جزءاً من عملية تلقيم سلبي للمحافظة على حجم الدم داخل الجسم. كما أن عملية التلقيم الموجب التي تولد الإشارات العصبية تسمح للأعصاب بالمساهمة عملياً في الآلاف من أنظمة التحكم العصبية ذات التلقيم السلبي.

## بعض الأنماط المعقدة الأخرى من أنظمة التحكم

### نظام التحكم التلاؤمي:
بدراسة الجهاز العصبي وجد أن هذا الجهاز يحوي أنظمة عديدة من آليات التحكم مترابطة ومعقدة، يتكون بعضه من أنظمة تلقيم راجع بسيط شبيهة بتلك المذكورة سابقاً، ولكن العديد منها غير ذلك. فمثلاً تحدث بعض حركات[ ؟ ] الجسم بسرعة عالية لدرجة لا يتوفر فيها وقت كافٍ لانتقال الإشارات العصبية من أقسام الجسم المحيطية على طول المسافة إلى الدماغ والعودة منه بعد ذلك إلى الأقسام المحيطية ثانية في وقت مناسب للتحكم بالحركات . ولهذا يستخدم الدماغ مبدأ يسمى التحكم بالتلقيم للأمام feed -forward control لكي يولد التقلصات العضلية المطلوبة منه . وعند التنفيذ ترد من الأقسام المتحركة إلى الدماغ إشارات حسية عصبية تعلمه فيما إذا كانت الحركات المناسبة قد تولدت بطريقة صحيحة ومتفقة مع رغبة الدماغ .
فإذا لم تكن كذلك يقوم الدماغ بتصحيح إشارات التلقيم للأمام التي يرسلها إلى العضلات في المرة اللاحقة التي يرغب في توليد أمثالها من الحركات . كما يجري التصحيح الضروري الإضافي للحركات اللاحقة ويسمى ذلك التحكم التلاؤمي adaptive control. ومن الواضح أن التحكم التلاؤمي هذا هو بمفهوم آخر تلقيم راجع سلبي متأخر .
وهذا يوضح مدى تعقد بعض أنظمة التحكم بالتلقيم الراجع؛ حيث تعتمد حياة الشخص على كل ذلك.

## الخلاصة: أوتوماتيكية الجسم
الهدف العام هو الإشارة أولاً إلى التنظيم العام للجسم، وثانياً إلى الطرق التي تعمل بها مختلف أقسام الجسم بكل تناسق وانتظام .
فإن الجسم ما هو إلا نظام اجتماعي مكون من حوالي مئة تريليون خلية في مختلف البنيات الوظيفية التي يسمى بعضها أعضاء[ ؟ ] . وتساهم كل بنية وظيفية من هذه بنصيبها في إدامة حالات الاستتباب في السائل خارج الخلايا الذي يسمى المحيط الداخلي. وما دامت الحالات السوية للمحيط الداخلي محتفظة بمستواها السوي، فإن خلايا الجسم تستمر بالبقاء حية وتقوم بوظائفها بطريقة مناسبة. وبهذا تنتفع كل خلية من الاستتباب وتقوم كل منها بدورها في المحافظة عليه. ويوفر التفاعل المتبادل هذا أوتوماتيكية مستمرة للجسم إلى أن يفقد أحد الأجهزة الوظيفية أو أكثر قدراته في المساهمة بأدواره الوظيفية . فإن ما حدث ذلك تعاني عند ذاك كل خلايا الجسم فيؤدي تردي وظائفها الشديد إلى الموت. أما ترديها البسيط فيمكن أن يولد بعض الحالات المرضية.